# Бенімодо
Бенімодо (валенс. Benimodo, ісп. Benimodo) — муніципалітет в Іспанії, у складі автономної спільноти Валенсія, у провінції Валенсія. Населення — 2272 особи (2010).

## Географія
Муніципалітет розташований на відстані близько 300 км на південний схід від Мадрида, 31 км на південний захід від Валенсії.

## Демографія
Динаміка населення (INE ):

## Галерея зображень

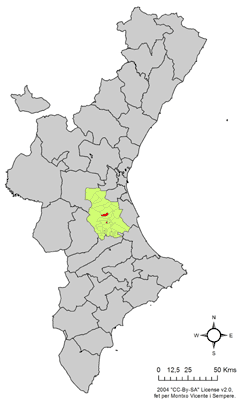
Розташування муніципалітету Бенімодо у автономній спільноті Валенсія
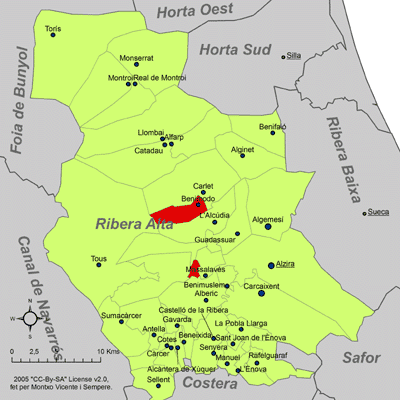
Розташування муніципалітету Бенімодо у комарці Рібера-Альта